# تل أبيض تحتاني
تل أبيض تحتاني قرية سوريّة تتبع إداريّاً لمحافظة حلب منطقة عين العرب ناحية الجلبية، بلغ تعداد سكانها 97 نسمة حسب التعداد السكاني لعام 2004.